# Віньош (Фафе)
Віньош (порт. Vinhós; МФА: [vi.ˈɲɔʃ]) — парафія в Португалії, у муніципалітеті Фафе. Розташована в північно-західній частині країни, на теренах історичної португальської провінції Дору-Міню. Входить до складу округу Брага. За адміністративним поділом, чинним до 1976 року, терени парафії були складовою провінції Міню. Належить до Бразької архідіоцезії Католицької церкви. Патрон — святий Стефан. Площа — 2,8779 км². Населення — 642 ос. (2011). Слабо урбанізований регіон. Густота населення — 223,08 осіб/км²
. Код — 030736.

## Населення
| Кількість мешканців | Кількість мешканців | Кількість мешканців | Кількість мешканців | Кількість мешканців | Кількість мешканців | Кількість мешканців | Кількість мешканців | Кількість мешканців | Кількість мешканців | Кількість мешканців | Кількість мешканців | Кількість мешканців | Кількість мешканців | Кількість мешканців |
| ------------------- | ------------------- | ------------------- | ------------------- | ------------------- | ------------------- | ------------------- | ------------------- | ------------------- | ------------------- | ------------------- | ------------------- | ------------------- | ------------------- | ------------------- |
| 1864                | 1878                | 1890                | 1900                | 1911                | 1920                | 1930                | 1940                | 1950                | 1960                | 1970                | 1981                | 1991                | 2001                | 2011                |
| 304                 | 316                 | 353                 | 361                 | 406                 | 396                 | 466                 | 475                 | 531                 | 570                 | 662                 | 678                 | 720                 | 688                 | 642                 |